# UDIK
Az UDIK vagy Társadalmi Kutatási és Kommunikációs Szövetség (Udruženje za društvena istraživanja i komunikacije) egy boszniai regionális nem-kormányzati szervezet, amelynek  Szarajevóban és Brčkóban vannak irodái. 2013-ban alapította Edvin Kanka Ćudić azzal a céllal, hogy a bosznia-hercegovinai, illetve a volt jugoszláviai népirtásról, háborús bűncselekményekről és az emberi jogok megsértéséről szóló tényeket, dokumentumokat és adatokat gyűjtsön.